# U.S. Route 34
Pour les articles homonymes, voir Route 34.
La U.S. Route 34 (US 34) est une US Route ouest–est parcourant 1 122 miles (1 806 km) depuis le centre-nord du Colorado jusqu'aux banlieues ouest de Chicago. Dans le Parc national de Rocky Mountain, elle est nommée la Trail Ridge Road où elle atteint une altitude de 12 183 pieds (3 713 m), faisant de cette route la troisième route asphaltée la plus élevée du pays. Le terminus ouest de la route est à Granby, Colorado, à la jonction avec la US 40. Son terminus est est à Berwyn, Illinois à la jonction avec la Illinois Route 43 et la Historic US 66.
La US 34 devient une route à péage pour une courte distance au Colorado alors qu'elle traverse le Parc national de Rocky Mountain.

## Description du tracé
|       | mi       | km       |
| ----- | -------- | -------- |
| CO    | 259,53   | 417,67   |
| NE    | 387,83   | 624,15   |
| IA    | 269,11   | 433,09   |
| IL    | 211,37   | 340,17   |
| Total | 1 127,84 | 1 815,08 |

### Colorado

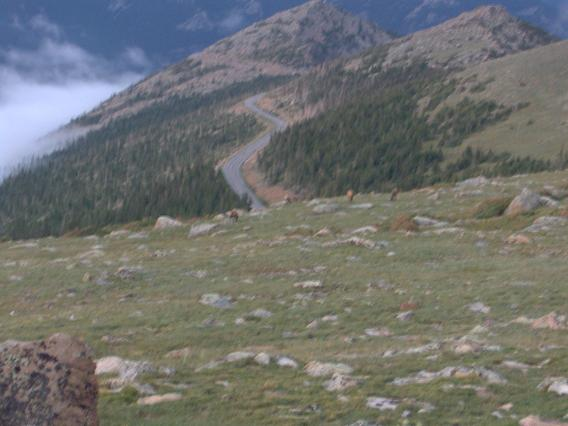
Vue de la US 34 dans le Parc national de Rocky Mountain

Au Colorado, la US 34 se dirige d'abord vers le nord depuis Granby en traversant le Parc national de Rocky Mountain. Elle passe ensuite par Estes Park, Loveland et Greeley avant d'entrer au Nebraska à l'est de Wray.
Dans le Parc national de Rocky Mountain, la US 34 est nommée la Trail Ridge Road. En raison de son altitude très élevée dans le parc, la US 34 ferme complètement durant l'hiver entre la Colorado River Trailhead à l'ouest (10 miles au nord de l'entrée de Grand Lake) jusqu'à Many Parks Curve à l'est (8 miles de l'entrée d'Estes Park). La fermeture survient à partir de la mi-octobre jusqu'à la mi-mai. Des fermetures ponctuelles peuvent aussi se produire durant l'été en raison de tempêtes de neige en altitude.
La US 34 traverse le Col Fall River et le Col Milner dans le Front Range du Colorado.

### Nebraska
Au Nebraska, la US 34 est une artère importante ouest–est dans le sud de l'état. Elle entre au Nebraska à l'ouest de Haigler et passe par Hastings, Grand Island, Seward et Lincoln avant d'entrer en Iowa entre Plattsmouth et Bellevue.
La US 34, entre Hastings et Grand Island, est connue comme la Tom Osborne Expressway. À Lincoln, la US 34 forme un multiplex avec l'I-180 sur toute la longueur de celle-ci, jusqu'au centre-ville, où elle devient North 9th / North 10th Streets, puis "O" Street. Elle traverse la rivière Missouri au sud-est d'Omaha et entre en Iowa.

### Iowa

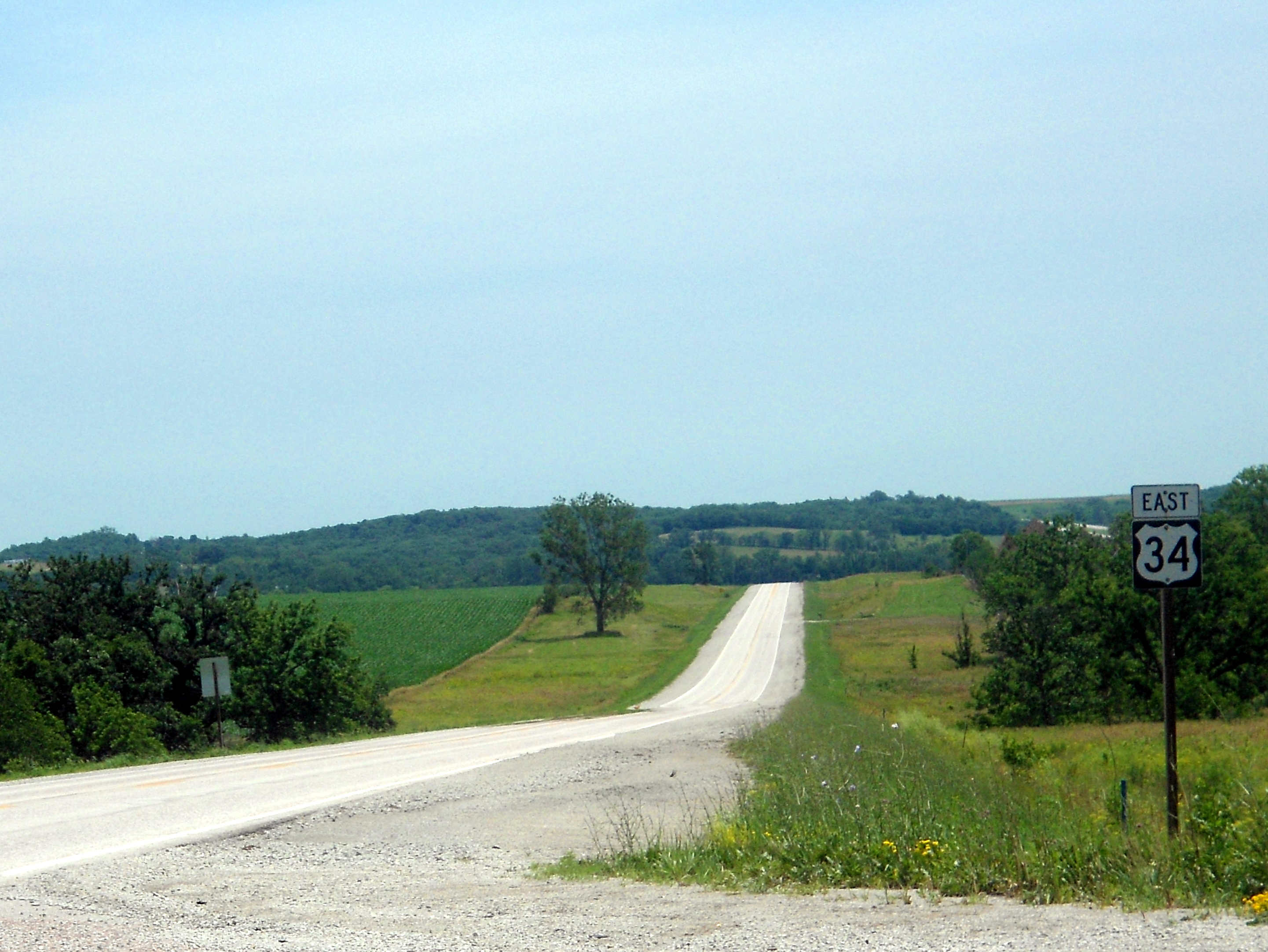
US 34 près de sa jonction avec la US 71 en Iowa.

En Iowa, la US 34 est également une artère importante d'ouest en est dans le sud de l'état. Elle entre en Iowa à l'ouest de Glenwood et passe par Glenwood, Red Oak, Corning et Creston avant de croiser l'I-35 à Osceola. À l'est d'Osceola, elle continue en passant par Chariton et Georgetown puis Albia avant de croiser la US 63 à Ottumwa.
À l'est d'Ottumwa et jusqu'à Burlington, la route est construite sous forme de voie rapide. Elle compte quelques échangeurs et intersections à niveau. Elle contourne Fairfield et Mount Pleasant pour ensuite continuer vers le sud-est en direction de Burlington, en contournant New London, Danville et Middletown. Elle atteint Burlington et traverse le fleuve Mississippi pour entrer en Illinois.
La grande partie de la route était initialement connue comme la Bluegrass Highway et longe les voies ferrées de la BNSF. Le service ferroviaire California Zephyr de l'Amtrak longe aussi la route.

### Illinois
La US 34 entre en Illinois après avoir traversé le Mississippi, à Gulfport. Elle passe par Monmouth, Galesburg, Princeton, Mendota, Yorkville, Oswego, Aurora, Naperville, Lisle, Downers Grove, Westmont, Clarendon Hills, Hinsdale, Western Springs, La Grange, Brookfield, Lyons et Riverside. Elle continue vers le nord-est en direction de son terminus est à l'intersection avec la Illinois Route 43 et la Historic US 66 à Berwyn. Dans la région de Chicago, la US 34 est nommée "Ogden Avenue", d'après le premier maire de Chicago, William Butler Ogden.

## Intersections majeures
Colorado
 US 40 à Granby
 US 36 à Deer Ridge Junction
 US 36 à Estes Park
 US 287 à Loveland
 I-25 / US 87 à Loveland
 US 85 à Evans. Les routes forment un multiplex jusqu'à Greeley.
 I-76 / US 6 au nord-est de Wiggins. Les routes forment un multiplex jusqu'au sud-ouest de Log Lane Village.
 US 385 à Wray
Nebraska
 US 6 à l'ouest de Culbertson. Les routes forment un multiplex jusqu'à Hastings.
 US 83 à McCook. Les routes forment un multiplex dans la ville.
 US 283 à Arapahoe
 US 136 au nord d'Edison
 US 183 à Holdrege
 US 281 à Hastings. Les routes forment un multiplex jusqu'à Grand Island.
 I-80 au sud de Grand Island
 US 81 à York. Les routes forment un multiplex jusqu'au nord de York.
 I-80 / I-180 / US 77 à Lincoln. L'I-180 / US 34 forment un multiplex dans la ville.
 US 75 à l'est d'Union. Les routes forment un multiplex jusqu'au nord de La Platte.
Iowa
 I-29 / US 275 au nord-ouest de Pacific Junction. La US 34 / US 275 forment un multiplex jusqu'au sud-est de Glenwood.
 US 59 au nord d'Emerson
 US 71 au nord de Villisca
 US 169 à Afton. Les routes forment un multiplex jusqu'à l'ouest de Thayer.
 I-35 à Osceola
 US 69 à Osceola
 US 65 à Lucas. Les routes forment un multiplex dans la ville.
 US 63 à Ottumwa. Les routes forment un multiplex jusqu'à l'est d'Ottumwa.
 US 218 au nord de Mount Pleasant. Les routes forment un multiplex jusqu'à Mount Pleasant.
 US 61 à Burlington
Illinois
 US 67 au sud de Monmouth. Les routes forment un multiplex jusqu'à Monmouth.
 US 150 à Galesburg
 I-74 à Galesburg
 US 6 à l'ouest de Sheffield. Les routes forment un multiplex jusqu'à Princeton.
 US 52 à Mendota
 I-39 / US 51 à l'est de Mendota
 US 30 aux limites entre Oswego et Montgomery. Les routes forment un multiplex sur un pâté.
 I-355 aux limites entre Lisle et Downers Grove
 I-294 aux limites entre Hinsdale et Western Springs
 US 12 / US 20 / US 45 à La Grange
 IL 43 / Historic US 66 aux limites entre Riverside, Lyons et Berwyn